# Мелеузівське міське поселення
Мелеузівське міське поселення (рос. Мелеузовское городское поселение) — муніципальне утворення у складі Мелеузівського району Башкортостану, Росія. Адміністративний центр та єдиний населений пункт — місто Мелеуз.

## Населення
Населення — 57248 осіб (2019, 61390 в 2010, 63217 в 2002).